# Денис Аого
Денис Аого (на немски: Dennis Aogo) е германски футболист от нигерийски произход, роден на 14 януари 1987 в Карлсруе. Състезава се за ФК Шалке 04. Може да играе както като ляв защитник, така и като дефанзивен полузащитник.

## Клубна кариера
Денис Аого преминава през детскиге формации на СК Булахер, Карлсруе, Валдхоф Манхайм и Фрайбург. Дебютира за мъжкия отбор на Фрайбург в Първа Бундеслига на 23 октомври 2004 г., когато е едва на седемнадесет години и почти веднага успява да си извоюва титулярно място в титулярния състав. Преминава в Хамбургер преди началото на сезон 2008/2009. Първият му официален мач е на 28 октомври 2008 г. срещу Хофенхайм. След това се възползва по най-добрия начин от контузиите на Марсел Янсен и Тимоти Атуба и в много от мачовете започва като титуляр.

## Национален отбор
Аого има мачове за отбора на Германия до 16 г.. С младежкия национален отбор печели ЕП за младежи през 2009 г. През април 2009 г. получава повиквателна за мач Нигерия от квалификациите за СП 2010, но тя е оттеглена, защото той вече има мачове за друг национален отбор и е минал 21-годишна възраст.

## Успехи
Германия (мл.)
- Европейски шампион за младежи – 2009